# لاكتاجين
لاكتاجين (Lactagen) هو مكمل غذائي أنتجته شركة ريتر للأدوية (Ritter Pharmaceuticals)، ويُعتبر مقللاً لأعراض عدم تحمل اللاكتوز. وبحلول عام 2011، قامت شركة ريتر للأدوية بإيقاف مبيعات لاكتاجين ومكملات غذائية أخرى.
تتضمن الأعراض التي من المفترض أن يخففها اللاكتاجين الانتفاخ والغازات والإسهالالمغص، وهي أعراضٌ تصاحب عدم تحمل اللاكتوز. ويتم إنتاج اللاكتاجين في شكل مسحوقٍ يتم تناوله مع الماء أو العصير بكمياتٍ متزايدة لمدة تبلغ 38 يومًا. وترى الشركة المصنعة أن مزيج البريبيوتيكس (prebiotics) والبروبيوتيكس (probiotics) يزيل جميع الأعراض بصورةٍ نهائية بنسبة 8 من كل 10 أشخاص مستخدمين. ويشير أطباء الجهاز الهضمى إلى أن بإمكان لاكتاجين إزالة أعراض عدم تحمل اللاكتوز، ولكن ذلك الارتياح لن يدوم إلى الأبد.
ونظرًا لأن لاكتاجين مكمل غذائي طبيعي لا يتم التحكم فيه من قِبل إدارة الأغذية والأدوية الأمريكية. ومن ثم، لا تقوم هذه الهيئة بتقييم متطلبات الفعالية؛ وذلك على الرغم من أنه لا يسمح للشركة أن تدعي أن المنتج يعالج أو يمنع أي مرض.

## تاريخ ظهور المنتج
قام رئيس شركة ريتر للأدوية وكبير الإداريين التنفيذيين، أندرو ريتر (Andrew Ritter)، بابتكار علاجٍ لعدم تحمل اللاكتوز في عام 1997 وذلك كمشروعٍ لمعرض كاليفورنيا للعلوم. ونظرًا لأنه يعاني من عدم تحمل اللاكتوز، تعاون ريتر مع الأطباء والباحثين لابتكار منتجٍ يساعد الأشخاص على تحمل اللاكتوز. وفي عام 2004، ابتكر ريتر لاكتاجين وقام ببيعه تجاريًا تحت اسم مؤسسة ريتر للأدوية.

## عدم تحمل اللاكتوز
يحدث عدم تحمل اللاكتوز بسبب نقصٍ في إنزيم لاكتيز الذي يُفرز بشكلٍ طبيعى في البطن. ويتمثل عدم تحمل اللاكتوز في افتقار القدرة على تحمل منتجات الألبان وهضمها بصورةٍ تامة، ويشمل ذلك على سبيل المثال: اللبن، والمثلجات، والجبن، والبيتزا. وتشمل الأعراض  توليفة مؤلمة من عسر الهضم متضمنًا الشعور بالغازات، والمغص، والانتفاخ، والإسهال.

## بيانات سريرية
أظهرت دراسة سريرية أجراها كريس لاندن (Chris Landon)، عضو مجلس إدارة شركة ريتر للأدوية، الحاصل على دكتوراه في الطب، انخفاضًا إحصائيًا ملحوظًا في أعراض عدم تحمل اللاكتوز بين ستين شخصٍ خضعوا لتجربة سريرية مزدوجة التعمية أُجريت بمركز مقاطعة فينتورا الطبى في لوس أنجلوس، كاليفورنيا. وتشير التقارير، على وجه الخصوص، إلى حدوث انخفاضٍ جوهري في أعراض عدم تحمل اللاكتوز لدى %79 من الأشخاص الذين تم تجريب لاكتاجين عليهم وذلك بعد إتمام برنامجٍ علاجي دام لمدة ثمانية وثلاثين يومًا؛ بينما لم يظهر الذين تناولوا العلاج البديل سوى انخفاضٍ بسيط، أو لا يذكر، في الأعراض. ونُشر ملخص الدراسة في جريدة اتحاد المجتمعات الأمريكية للأحياء التجريبية (FASEB Journal) في عام 2006.

## الفعالية
وفي اتفاق مؤتمر المعهد الوطني للصحة حول عدم تحمل اللاكتوز والصحة، صرح الخبراء أن الاستراتيجيات مثل التلاؤم القولوني قد وجدت طريقها إلى البيانات الأولية، وربما تكون مفيدة للأشخاص الذين يعانون من عدم تحمل اللاكتوز، بالرغم من الحاجة إلى استكمال المزيد من الأبحاث في هذا المجال. وتوصلت دراسة نشرت في الجريدة الأمريكية للتغذية السريرية حول التلاؤم القولوني إلى أن هناك تلاؤمًا قولونيًا لتنظيم ابتلاع اللاكتوز وأن ذلك التلاؤم يخفف أعراض عدم تحمل اللاكتوز.
في حوارٍ له مع واشنطن بوست (Washington Post) يرى ثيودور بايليس (Theodore Bayless)، طبيب الجهاز الهضمي في كلية الطب بجامعة جونز هوبكنز أن مثل ذلك العلاج يمكن أن يزيل أعراض عدم تحمل اللاكتوز، ولكن تلك الراحة لن تدوم خاصًة إذا كان المستخدم بحاجة إلى تناول مضادات حيوية في وقتٍ لاحق.

## روابط خارجية
- موقع لاكتاجين نسخة محفوظة 28 مايو 2010 على موقع واي باك مشين.